# Dwór w Borowie
Dwór w Borowie – dwór znajdujący się we wsi Borowo w województwie wielkopolskim.

## Historia
Dwór został zbudowany na początku XX wieku dla rodziny von Bernuthów. Jest to piętrowa budowla na planie prostokąta z płytkim ryzalitem zwieńczonym półokrągło w fasadzie frontowej. Podobny ryzalit znajduje się w fasadzie ogrodowej, poprzedzony półokrągłym tarasem na piętrze. Korpus główny nakryty dachem czterospadowym. Na przedłużeniu korpusu długie parterowe skrzydło nakryte dachem mansardowym z mieszkalnym poddaszem. Całość jest otoczona zadbanym parkiem krajobrazowym ze stawami.
Obecnie we dworze mieści się Hodowla Roślin Strzelce Sp. z o.o. oddział w Borowie.